# Kollektivavtal i Sverige
Kollektivavtal i Sverige omfattas av ett regelverk som främst finns i Lagen om medbestämmande i arbetslivet (MBL)
Arbetsgivare som är medlem i arbetsgivarorganisation som genom kollektiva förhandlingar tecknat kollektivavtal omfattas automatiskt av riksavtalet och är skyldig att tillämpa dess regler för samtliga anställda inom avtalsområdet oavsett om dessa är medlemmar i arbetstagarorganisationen eller ej. Motsvarande text står ofta inskriven även i kollektivavtalen. Detta förhindrar att icke-medlemmar kan konkurrera om jobben med sämre villkor än kollektivavtalet, exempelvis lägre löneanspråk.
Samma gäller för arbetsgivare som ej är medlem i arbetsgivarorganisation men har tecknat så kallat hängavtal med arbetstagarorganisation. I Sverige är hängavtal med enskilda arbetsgivare oftast identiska med det riksavtal som de centrala parterna tecknat för branschen, vad avser villkoren för arbetstagarna.

## Historik
Kollektivavtalet uppstod i Europa under senare delen av 1800-talet som ett uttryck för arbetstagarnas strävan att utjämna styrkeförhållandet till arbetsgivarna. Det första svenska riksavtalet av större betydelse var verkstadsavtalet 1905 som tillkom efter en storlockout och strejk. Arbetarnas föreningsrätt erkändes, minimilöner beviljades och ackorden reglerades. Avtalet innehöll också en förhandlingsordning. Nästa principiellt viktiga avtal var den så kallade decemberkompromissen 1906 mellan SAF och LO. Kompromissen bestod i att SAF erkände föreningsfriheten, det vill säga arbetstagarnas rätt att organisera sig och träffa kollektiva avtal om anställningsvillkor med mera, och att LO erkände arbetsgivarnas rätt att leda och organisera arbetet och fritt anställa och säga upp anställda. 
År 1928 antog Riksdagen lagen om Kollektivavtal som föreskrev fredsplikt för part som är bunden av kollektivavtal. Fredsplikten avser både åtgärder för att åstadkomma förändringar i löpande kollektivavtal och tvister i enskilda ärenden rörande avtalets tillämpning eller tolkning. Samtidigt inrättades Arbetsdomstolen (AD) som en sista instans för att slita tvister under pågående avtalsperiod.
Bakgrunden till decemberkompromissen (1906) och lagen om kollektivavtal var att den svenska arbetsmarknaden under 1900-talets första decennier var en av de mest oroliga i Europa, med ett stort antal arbetskonflikter och åtföljande bortfall av arbetsdagar. Initialt fanns ett utbrett motstånd mot fackliga strävanden på arbetsgivarsidan, men detta gav vika för det gemensamma intresset hos både arbetsgivare och arbetstagare att inrätta en förhandlings- och avtalsordning som kunde leverera arbetsfred och stabila villkor för såväl företag som anställda.
I sammanhanget formades vad som kan beskrivas som en tyst överenskommelse på svensk arbetsmarknad. Denna har aldrig formaliserats i något skriftligt avtal men präglar det svenska kollektivavtalssystemet. Parterna har varit överens om att det bara ska finnas ett kollektivavtal inom varje avtalsområde samt att sympatiåtgärder undantas från fredsplikten. Det senare innebär att arbetstagare utan hinder av det egna kollektivavtalet i sin yrkesutövning kan medverka i stridsåtgärd, till exempel blockad, som riktas mot annan arbetsgivare som saknar avtal. För arbetsgivarna är rätten till sympatiåtgärder en förutsättning för lockout-vapnet. Parterna har också i huvudsak varit överens om att för arbetare teckna kollektivavtal efter industriförbundsprincipen, det vill säga att avtalet gäller för samtliga som är anställda vid ett företag oavsett yrkestillhörighet (undantag finns dock, till exempel för målare och elektriker). 
Den tysta överenskommelsen innebär att det inte finns något utrymme för rivaliserande fackföreningar (arbetsgivarna tecknar bara kollektivavtal med en part) samtidigt som undantaget från fredsplikten ger fackföreningarna ett effektivt blockadvapen mot oorganiserade arbetsgivare, vilket ligger i både arbetstagar- och arbetsgivarorganisationernas intresse. De etablerade arbetsmarknadsparterna har därmed ömsesidigt stärkt varandras ställning, med följden att den svenska arbetsmarknaden utmärks av en mycket hög och enhetlig organisering på både arbetstagare- och arbetsgivarsidan. Under senare tid (början av 2000-talet) har dock Svenskt Näringsliv ifrågasatt fackföreningarnas rätt till sympatiåtgärder och driver krav på förändring av konfliktreglerna i ytterligare några avseenden.
Facklig organisering och kollektivavtalsreglerade anställningsvillkor hade sitt ursprung bland arbetare men har under 1900-talet spridits till tjänstemän och akademiker, i synnerhet i de nordiska länderna. Idag är i stort sett hela den svenska arbetsmarknaden kollektivavtalsreglerad, såväl privat som offentlig sektor. Tjänstemännens och akademikernas individuella anställningsavtal har dock fortfarande en något annorlunda juridisk status i förhållande till kollektivavtalet än vad som gäller för arbetare, även om skillnaderna har minskat. För tjänstemän tillämpas industriförbundsprincipen oregelbundet, för akademiker dominerar yrkesförbundsprincipen.
Sedan 1976 regleras villkoren för kollektivavtal i Sverige i huvudsak av Lagen om Medbestämmande i arbetslivet (1976:580).

## Kollektivavtalssystemets struktur
Kollektivavtal kan slutas på flera nivåer. Avtal mellan huvudorganisationerna (LO, OFR, PTK och Saco (Saco S) på den fackliga sidan, Svenskt Näringsliv, Sveriges Kommuner och Landsting samt Arbetsgivarverket på arbetsgivaresidan) benämns centrala överenskommelser. Idag avser dessa främst avtalsförsäkringar och huvudavtal om förhandlingsordningar.
Tidigare träffades även löneavtal för den privata sektorn i överenskommelser mellan huvudorganisationerna, men det sker idag i branschvisa förhandlingar mellan de centrala organisationerna (till exempel mellan Teknikföretagen och IF Metall) som träffar riks- eller förbundsavtal om löner och allmänna anställningsvillkor.
En ny typ av sektorsavgränsat huvudavtal inrättades av parterna inom den konkurrensutsatta industrin med samarbetsavtalet om industriell utveckling och lönebildning 1997, med reglering av förhandlingsordningar och medlingsförfarande (”Industriavtalet”). 
Kollektivavtal ingås också mellan parterna på lokal nivå (mellan enskilda företag och fackliga avdelningar och klubbar) i överensstämmelse med de allmänna regler och anvisningar som ges i de centrala avtalen. Om inte det centrala avtalet medger en kvardröjande konflikträtt, vilket är mycket ovanligt, förs lokala förhandlingar under fredsplikt. I Sverige kan aldrig ett lokalt avtal ta över ett centralt om inte detta uttryckligen anges i det centrala avtalet. De centrala parterna har dock under senare år givit allt större utrymme för lokala förhandlingar och överenskommelser, och de under efterkrigstiden mycket centraliserade avtalsrörelserna i Sverige har fått ett växande decentraliserat inslag.
Riks- och förbundsavtal träffas vanligen med en löptid om ett till tre år. Avtalen kan innehålla överenskommelser om möjlighet för part att under särskilda villkor säga upp avtalet i förtid. 

## Konflikträtt och fredsplikt
Staten påbjuder genom lag fredsplikt för part som är bunden av gällande kollektivavtal, men om sådant saknas har arbetsmarknadspart i Sverige en allmän rätt att vidta stridsåtgärd (för arbetstagaresidans del till exempel blockad eller strejk, för arbetsgivarna lockout) för att få till stånd ett kollektivavtal. Enda undantaget är att stridsåtgärd inte får vidtas för att undantränga ett tidigare träffat gällande avtal med annan part. När en arbetskonflikt brutit ut kan dock riksdagen genom särskild tvångslag förklara den olovlig om dess följder bedöms samhällsfarliga. Sympatiåtgärd vid legal konflikt mellan andra parter är undantaget från fredsplikten. 
Om en fackförenings krav att teckna kollektivavtal med ett oorganiserat företag avvisas får stridsåtgärder (strejk, blockad) tillgripas för att förmå företaget att gå med på ett avtal. Då är det fråga om en avtalstvist som övergår i en avtalskonflikt. Varje år nytecknas i Sverige omkring 10 000 - 15 000 nya kollektivavtal antingen i form av hängavtal eller genom att företaget går med i en arbetsgivarorganisation. Mycket få av dessa föregås av konfliktåtgärder eller varsel om sådana.
För att understödja parternas förhandlingar har staten inrättat Medlingsinstitutet, som 2000 ersatte Statens Förlikningsmannaexpedition. Vid tvister i samband med förhandlingar om löner och allmänna anställningsvillkor kan Medlingsverket på parternas begäran utse medlare. Om varsel om stridsåtgärd har lagts eller arbetskonflikt har brutit ut, och berörda parter saknar samarbetsavtal med reglering av medlingsförfarande (som till exempel Industriavtalet), kan Medlingsinstitutet utan parternas samtycke besluta om s.k. tvångsmedling.
Varsel om stridsåtgärd måste meddelas motpart och Medlingsinstitutet minst sju arbetsdagar i förväg och Medlingsinstitutet kan skjuta på ett lagt varsel i 14 dagar. Beslut om tvångsmedling inskränker inte parternas rätt att vidta stridsåtgärd.

## De svenska kollektivavtalens civilrättsliga karaktär
Utmärkande för det svenska kollektivavtalssystemet är dess civilrättsliga karaktär. Huvudprincipen är att det är arbetsmarknadens parter som i fria förhandlingar reglerar villkoren på arbetsmarknaden, inte staten genom lagstiftning. Svante Nycander har myntat termen ”kollektiv laissez-faire” för denna svenska – eller nordiska – arbetsmarknadsmodell.
Kollektivavtalen i Sverige vinner bindande rättskraft som vilken annan civilrättslig kontraktshandling som helst, till skillnad från i många andra länder där kollektivavtal antingen saknar egentlig rättskraft och närmast är att betrakta som en icke-bindande rekommendation till de enskilda rättssubjekten (det vill säga de enskilda arbetsgivarna och arbetstagarna), eller vinner rättskraft genom så kallad allmängiltigförklaring, det vill säga att staten genom särskilt beslut upphöjer kollektivavtalets regler till lag inom angivet avtalsområde. Det senare tillämpas i elva av de femton "gamla" EU-länderna.  
Den starka civilrättsliga ställningen för kollektivavtalen i Sverige är beroende av att staten inte bara tolererar den utan också understödjer den i lagverket. Offentligrättsliga skyddsregler för löntagarna, till exempel arbetsmiljölagstiftningen eller särskilda regler för minderåriga, betraktas som förenliga med parternas frihet att i övrigt utan statlig inblandning träffa överenskommelser om alla frågor som rör förhållandena mellan arbetsgivare och arbetstagare. Den svenska arbetsrätten är i huvudsak dispositiv vilket betyder att avtal tar över lag, till exempel vad gäller turordningsregler vid uppsägningar på grund av arbetsbrist. I Sverige saknas lagstiftning om minimilöner, vilket finns i de flesta andra länder, då lönebildningen anses vara en angelägenhet för arbetsmarknadens parter. 
Kollektivavtalens civilrättsliga karaktär betyder att ansvaret för att kontrollera att avtalen efterlevs helt vilar på arbetsmarknadens parter. Dessa har etablerat förhandlingsordningar för tvistelösning av enskilda ärenden under pågående fredsplikt. Tvist som inte kan lösas på en nivå lyfts till en högre nivå i parternas hierarkier. Om tvist kvarstår efter central förhandling kan part väcka talan i Arbetsdomstolen, som är en specialdomstol för tvister rörande kollektivavtals tillämpning och andra frågor som gäller förhållandet mellan arbetsgivare och arbetstagare. Arbetsdomstolens domar är tvingande (skadestånd) och kan inte överklagas. Dess 25 ledamöter utses av regeringen, varav 14 på förslag av arbetsmarknadens parter, med en mandattid om tre år. I domslut deltar normalt sju ledamöter varav två är jurister, en oberoende sakkunnig i arbetsmarknadens förhållanden samt fyra av de ledamöter som nominerats av arbetsmarknadens parter (två från arbetsgivaresidan och två från arbetstagaresidan).
Endast arbetsmarknadens parter, eller enskild arbetsgivare som slutit kollektivavtal, kan väcka talan i Arbetsdomstolen. Oorganiserad arbetstagare eller arbetstagare som inte har stöd i ärendet av sin fackliga organisation hänvisas till tingsrätt. Tingsrättens dom i tvist rörande kollektivavtal kan dock av enskild överklagas till Arbetsdomstolen.
Kollektivavtalens starka civilrättsliga ställning i Sverige har i kombination med den höga organisationsgraden på både arbetstagarsidan (såväl vad gäller arbetare och tjänstemän) och arbetsgivaresidan skapat en stabiliserande maktbalans på den svenska arbetsmarknaden. Från att i början av 1900-talet ha varit ett av länderna med mest arbetsmarknadskonflikter har Sverige sedan slutet av 1930-talet hört till de länder i världen som har minst bortfall av arbetsdagar till följd av konflikter. I internationell jämförelse levererar systemet en hög grad av rättssäkerhet för löntagarna och stabila villkor för arbetsgivarna.

## Kollektivavtalens täckningsgrad i Sverige
Trots att det i Sverige saknas lagstiftning om utsträckning av kollektivavtal till företag som saknar sådana har kollektivavtalen en mycket hög täckningsgrad. År 2021 omfattades 81 procent av alla löntagare (15-74 år) i privat sektor av kollektivavtal och i offentlig sektor 100 procent. I genomsnitt täcktes 87 procent av alla anställda av kollektivavtal. I dessa siffror ingår inte bara reguljära kollektivavtal ingångna mellan fackliga organisationer och arbetsgivarorganisationer utan också så kallade hängavtal mellan fackförbund och i regel oorganiserade företag.
Om kollektivavtalens täckningsgrad i en EU-stat skulle sjunka så att kollektivavtalen omfattar mindre än 80 procent av arbetstagarna krävs enligt minimilönedirektivet statliga åtgärder för att öka täckningsgraden så att den når upp till 80-procentsnivån.

## Det svenska kollektivavtalssystemet och EU
På senare tid har frågan uppkommit om det svenska kollektivavtalssystemet fullt ut är förenligt med EG-rätten. 
Det handlar om implementeringen av bindande EU-direktiv som avser förhållanden på arbetsmarknaden. Normalfallet i EU:s länder är att detta sker genom nationell lagstiftning. Men då arbetsmarknaden är ett område som i Sverige huvudsakligen regleras av kollektivavtal gjorde den svenska regeringen en protokollsanteckning till avtalet om Sveriges inträde i EU med innebörden att direktiv som rör förhållandet mellan arbetstagare och arbetsgivare i Sverige kan implementeras genom parternas kollektivavtal. Så har till exempel skett när det gäller direktiv om deltids- och visstidsanställdas rättigheter. 
Frågan har emellertid komplicerats av implementeringen av EU:s utstationeringsdirektiv. Direktivet slår fast att om en arbetsgivare med säte i ett EU-land utstationerar arbetskraft till annat EU-land så ska det senare landets skydds- och minimilagstiftning för arbetstagare gälla också för den utstationerade personalen. I Sverige har direktivet implementerats med utstationeringslagen, som anger vilken svensk lagstiftning som gäller för i landet utstationerad utländsk personal. Men när det gäller löner finns ingen lagstiftning. Den hittillsvarande rättstolkningen har varit att svenska fackföreningar har rätt att ställa krav på kollektivavtal för allt lönearbete som utförs i Sverige och är oförhindrade att vidta stridsåtgärder, till exempel blockad, för att driva fram överenskommelse.
I svensk arbetsrätt har detta stöd genom Lex Britannia (ett tillägg till Medbestämmandelagen som gjordes 1991) även i fall det utländska företaget har ett i hemlandet träffat kollektivavtal.
Två invändningar har rests. Den första är att svenska kollektivavtal är omfattande och sträcker sig avsevärt mycket längre när det gäller att definiera rättigheter och skyldigheter för arbetsgivare och arbetstagare än vad intentionen är med utstationeringsdirektivet, som ska säkerställa att skydds- och minimiregler iakttas. Till exempel ligger de svenska kollektivavtalens minimilöner på betydligt högre nivåer än lagstadgade minimilöner i andra länder.
Den andra invändningen är att Lex Britannia kan ses som en diskriminering av utländska arbetsgivare.
Arbetsdomstolen har fått ett utlåtande från EG-domstolen i dessa två frågor med anledning av Laval-målet (en prövning om Byggnads hade rätt att försätta det lettiska byggbolaget Laval un Partneri i blockad i samband med ett skolbygge i Vaxholm 2004).
I yttrande till EG-domstolen framförde den tidigare socialdemokratiska regeringen att EG-rätten tillåter att fackliga organisationer ställer krav på att utländska arbetsgivare tecknar kollektivavtal med samma innehåll som tillämpas för svenska företag, och att facken har rätt att vidta stridsåtgärder för att få sådana avtal till stånd. Den tidigare borgerliga regeringen har fört fram samma ståndpunkt. EU-kommissionen har i sitt yttrande över ärendet uttalat att kollektivavtal inte står i strid med EG-rätten och att frågan om stridsåtgärder är lovliga ska avgöras av inhemsk domstol. Ytterligare 16 yttranden från olika EU-länder har inkommit till EG-domstolen varav flertalet uppges stödja den svenska ståndpunkten. Problematiken är inte enbart svensk. Danmark, Finland och Tyskland har kollektivavtalssystem som liknar det svenska. I flertalet gamla EU-länder står frågan om att motverka social dumpning högt på dagordningen.
EG-domstolen hade att pröva "huruvida det är förenligt med gemenskapsrätten att en facklig organisation vidtar fackliga stridsåtgärder för att försöka förmå ett utländskt tjänsteföretag att inleda förhandlingar om löner och att ansluta sig till ett kollektivavtal". Domstolen beslöt 18 december 2007 att "[s]ådana stridsåtgärder, i form av en blockad av byggarbetsplatser, utgör en restriktion för friheten att tillhandahålla tjänster som i förevarande fall inte är motiverad utifrån allmänintresset att skydda arbetstagarna", enligt EG-domstolens pressmeddelande.